# Wereldkampioenschappen zwemmen 2023 – 1500 meter vrije slag vrouwen
De 1500 meter vrije slag voor vrouwen op de wereldkampioenschappen zwemmen 2023 in Fukuoka vond plaats op 24 en 25 juli 2023. Na afloop van de series kwalificeerden de acht snelste zwemmers zich voor de finale.

## Records
Voorafgaand aan het toernooi waren dit het wereldrecord en het kampioenschapsrecord
| Wereldrecord         | Katie Ledecky | 15.20,48 | Indianapolis | 16 mei 2018     |
| Kampioenschapsrecord | Katie Ledecky | 15.25,48 | Kazan        | 4 augustus 2015 |

## Uitslagen

### Series
| Rang | Serie | Baan | Naam                       | Land             | Tijd     | Bijz. |
| ---- | ----- | ---- | -------------------------- | ---------------- | -------- | ----- |
| 1    | 4     | 4    | Katie Ledecky              | Verenigde Staten | 15.41,22 | Q     |
| 2    | 4     | 3    | Simona Quadarella          | Italië           | 15.55,05 | Q     |
| 3    | 4     | 5    | Lani Pallister             | Australië        | 15.58,11 | Q     |
| 4    | 3     | 5    | Li Bingjie                 | China            | 15.58,81 | Q     |
| 5    | 3     | 2    | Isabel Gose                | Duitsland        | 15.59,67 | Q     |
| 6    | 4     | 6    | Anastasiya Kirpichnikova   | Frankrijk        | 16.00,40 | Q     |
| 7    | 3     | 4    | Katie Grimes               | Verenigde Staten | 16.01,47 | Q     |
| 8    | 4     | 7    | Beatriz Dizotti            | Brazilië         | 16.01,95 | Q, NR |
| 9    | 3     | 3    | Moesha Johnson             | Australië        | 16.05,01 |       |
| 10   | 4     | 1    | Kristel Köbrich            | Chili            | 16.11,25 |       |
| 11   | 3     | 6    | Gao Weizhong               | China            | 16.12,94 |       |
| 12   | 3     | 9    | Emma Finlin                | Canada           | 16.15,77 |       |
| 13   | 4     | 0    | Yukimi Moriyama            | Japan            | 16.18,66 |       |
| 14   | 2     | 1    | Gan Ching Hwee             | Singapore        | 16.20,88 | NR    |
| 15   | 4     | 9    | Ángela Martínez            | Spanje           | 16.24,38 |       |
| 16   | 2     | 4    | Caitlin Deans              | Nieuw-Zeeland    | 16.24,56 |       |
| 17   | 3     | 1    | Eve Thomas                 | Nieuw-Zeeland    | 16.24,88 |       |
| 18   | 2     | 5    | Alisee Pisane              | België           | 16.25,15 |       |
| 19   | 4     | 2    | Viktoria Mihalyvari-Farkas | Hongarije        | 16.25,16 |       |
| 20   | 3     | 0    | Tamila Holub               | Portugal         | 16.30,39 |       |
| 21   | 3     | 7    | Viviane Jungblut           | Brazilië         | 16.30,99 |       |
| 22   | 2     | 6    | Nora Fluck                 | Hongarije        | 16.34,63 |       |
| 23   | 3     | 8    | Paula Otero                | Spanje           | 16.38,73 |       |
| 24   | 4     | 8    | Merve Tuncel               | Turkije          | 16.39,30 |       |
| 25   | 2     | 2    | Imani de Jong              | Nederland        | 16.51,22 |       |
| 26   | 2     | 7    | Han Da-kyung               | Zuid-Korea       | 17.01,57 |       |
| 27   | 1     | 4    | María Bramont-Arias        | Peru             | 17.04,19 |       |
| 28   | 2     | 3    | Diana Durães               | Portugal         | 17.05,18 |       |
| 29   | 1     | 5    | Diana Taszhanova           | Kazachstan       | 17.09,98 | NR    |
| 30   | 2     | 8    | Võ Thị Mỹ Thiện            | Vietnam          | 17.25,13 |       |
| 31   | 1     | 3    | Malak Meqdar               | Marokko          | 17.46,69 |       |

### Finale
| Rang   | Baan | Naam                     | Land             | Tijd     | Bijz. |
| ------ | ---- | ------------------------ | ---------------- | -------- | ----- |
| Goud   | 4    | Katie Ledecky            | Verenigde Staten | 15.26,27 |       |
| Zilver | 5    | Simona Quadarella        | Italië           | 15.43,31 |       |
| Brons  | 6    | Li Bingjie               | China            | 15.45,71 |       |
| 4      | 7    | Anastasiya Kirpichnikova | Frankrijk        | 15.48,53 | NR    |
| 5      | 3    | Lani Palister            | Australië        | 15.49,17 |       |
| 6      | 2    | Isabel Marie Gose        | Duitsland        | 15.54,58 |       |
| 7      | 8    | Beatriz Dizotti          | Brazilië         | 16.03,70 |       |
| 8      | 1    | Katie Grimes             | Verenigde Staten | 16.04,21 |       |